# Ao (langue)
Pour les articles homonymes, voir Ao.
L’ao (ou ao naga) est une langue tibéto-birmane parlée dans l’État du Nagaland, en Inde, par 232 000 Aos, qui résident essentiellement dans les hautes collines du district de Mokokchung.

## Classification interne
À l’intérieur des langues tibéto-birmanes, l’ao fait partie du sous-groupe des langues naga.
La langue a de nombreux dialectes. Parmi ceux-ci, le mongsen, le changki et le chungli. Ce dernier dialecte est utilisé pour la langue écrite.

## Phonologie
Les tableaux montrent l’inventaire des phonèmes consonantiques et vocaliques du dialecte chungli de l’ao.

### Voyelles
|         | Antérieure | Centrale | Postérieure |
| ------- | ---------- | -------- | ----------- |
| Fermée  | i [i]      | ɯ [ɯ]    | u [u]       |
| Moyenne | e [e]      |          | o [o]       |
| Ouverte |            | a [a]    |             |

### Consonnes
|              |              | Labiales | Alvéolaires | Alvéolaires | Alvéolaires | Vélaires | Glottales |
| ------------ | ------------ | -------- | ----------- | ----------- | ----------- | -------- | --------- |
| Centrales    | Latérales    | Labiales | Palatales   |             |             | Vélaires | Glottales |
| Occlusives   | Occlusives   | p [p]    | t [t]       |             |             | k [k]    | ʔ [ʔ]     |
| Affriquées   | Affriquées   |          |             |             | c [ t͡ʃ ]    |          |           |
| Fricatives   | Sourdes      |          | s [s]       |             |             |          | h [h]     |
| Fricatives   | Sonores      |          | z [z]       |             |             |          |           |
| Nasales      | Nasales      | m [m]    | n [n]       |             |             | ŋ [ŋ]    |           |
| liquide      | Simples      |          |             | l [l]       |             |          |           |
| liquide      | Rétroflexes  |          |             | ḷ [ɭ ]      |             |          |           |
| Semi-voyelle | Semi-voyelle | w [w]    |             |             | y [ j]      |          |           |

### Tons
L'ao est une langue tonale qui possède trois tons : montant, descendant et moyen.

## Source
- (en) K.S. Gurubasave Gowda, 1975, Ao Grammar, Mysore, Central Institute of Indian Languages.